# Jennifer Chandler
Jennifer Kay Bellamy Chandler (* 13. Juni 1959 in Langdale, Chambers County, Alabama) ist eine ehemalige US-amerikanische Wasserspringerin. Bei den Olympischen Spielen 1976 siegte sie im Kunstspringen.
Chandler gewann 1975 bei der AAU-Hallenmeisterschaft vom Ein-Meter-Brett. Bei den Panamerikanischen Spielen 1975 in Mexiko-Stadt siegte sie vor der Kanadierin Elizabeth Carruthers und ihrer Landsfrau Cynthia McIngvale. In Montreal bei den Olympischen Spielen 1976 erreichte keine Kanadierin das Finale, drei US-Amerikanerinnen standen drei Springerinnen aus der DDR und zwei Springerinnen aus der UdSSR gegenüber. Jennifer Chandler ging bereits mit dem ersten Sprung in Führung und hatte am Ende des Wettbewerbs 36 Punkte Vorsprung auf Christa Köhler, Cynthia McIngvale erhielt Bronze. Zwei Jahre später bei den Schwimmweltmeisterschaften 1978 in Berlin konnte Jennifer Chandler noch einmal Bronze hinter Irina Kalinina aus der UdSSR und ihrer Landsfrau Cynthia Potter gewinnen.
Mit 21 Jahren beendete Chandler nach zahlreichen Verletzungen ihre sportliche Laufbahn. Neben ihrem Studium an der University of Alabama arbeitete sie gelegentlich als Fernsehkommentatorin bei Sprungwettbewerben. 1985 wurde sie in die Alabama Sports Hall of Fame aufgenommen, bei der sie heute beruflich tätig ist.